# Euploea sisamis
Euploea sisamis är en fjärilsart som beskrevs av Kirsch 1877. Euploea sisamis ingår i släktet Euploea och familjen praktfjärilar. Inga underarter finns listade i Catalogue of Life.